# 时序保护猜想
时序保护猜想（英語：chronology protection conjecture，又譯時序保護假說）是由物理學家史蒂芬·霍金提出的一个猜想，即标准廣義相對論之外的尚未知曉的物理定律不允許除微观尺度以外的任何时间旅行——哪怕广义相对论表明时间旅行在理论上是可能的（例如在可以超光速的情形下）。在数学上，廣義相對論的场方程的一些解中存在封閉類時曲線，表示时间旅行是可能的。时序保护假说与宇宙审查假说不同，宇宙审查假说中，每条封闭的类时曲线都穿过事件視界，这可能会阻止观察者检测到因果律的违反（或称时序违反）。

## 缘起
在一篇1992年的論文中，霍金使用比喻的說法「時序保護機構/機制」（Chronology Protection Agency）來闡釋物理定律不允許宏觀尺度的时间旅行，從而防止出現时间悖论。他認為：
似乎有一个时序保护机制，防止封閉類時曲線的生成，从而让历史学家得到安全的宇宙。
It seems that there is a Chronology Protection Agency which prevents the appearance of closed timelike curves and so makes the universe safe for historians.
时序保护机构的想法可能来源于许多科幻作品中时间警察等机构，例如波尔·安德森的《時間巡邏》系列故事、艾萨克·阿西莫夫的小说《永恒的终结》、电视剧《異世奇人》。霍金的论文发表之后，保罗·莱文森（Paul Levinson）写下了小说《时序保护事件》，其世界观中，宇宙会杀害接近发明任何时间旅行方式的任何科学家。

## 广义相对论和量子修正
物理学家已经提出了许多能够形成闭合类时曲线的场景，而广义相对论也的确允许它们某些条件下出现。广义相对论中，一些包含闭合类时曲线的理论解的条件是宇宙无限大，这种宇宙需要的特征似乎是有我们的宇宙不具备的，例如哥德尔度规的旋转宇宙，或称作提普勒柱体的无限长的旋转圆柱。然而，一些解允许在有界的时空区域中建立封闭类时曲线，柯西视界是封闭类时曲线可以存在和不能存在时空区域之间的边界。这种有界时间旅行的最早发现的解之一是由可穿越虫洞构建的，它的基本思想是以亚光速携带虫洞的两个“口”中的其中一个进行往返旅行，从而创造两个口之间的时间差。
广义相对论本身不包括量子效应，欲完全整合广义相对论和量子力学，需要量子引力理论，但是有一种近似方法可以模拟广义相对论弯曲时空中的量子场，称为半经典重力。将半经典引力应用于可穿越虫洞时间机器的初步尝试表明，就在虫洞开始允许闭合类时曲线出现的那一刻，量子真空涨落会将虫洞区域的能量密度推升至无穷大。其发生的机制是，虫洞的两个口（称为A和B）的移动到某个时刻时，将允许光速运动的粒子或波在某个时间T2进入B口，在较早的时间T1离开A口，然后经过普通空间返回到口B，并在和上次循环进入B口相通的时间T2再次进入B口，如此往复；这样一来，同一个粒子或波可以通过相同的时空区域无限循环，并自我叠加。计算表明，普通的辐射束因为会被虫洞“散开”，而不会造成这种效应，从A口射出的大部分射线会散开而不会进入B口。但是对真空涨落计算表明，它们会自发地重新汇聚在两口之间的路程上，这表明叠加效应可能会变得大到足以摧毁虫洞。
关于这个结论的不确定性仍然存在，因为半经典的计算表明，叠加只会在极小的时间内将能量密度推升到无穷大，之后能量密度会下降。但是对于普朗克尺度下的大能量密度或短时间段，一般认为半经典引力是不可靠的；这种尺度下需要有完整的量子引力理论才能进行准确预测。因此，目前尚无法确定量子引力效应是否会阻止能量密度增长到摧毁虫洞的程度。史蒂芬·霍金推测，不仅真空涨落的叠加会摧毁量子引力中的虫洞，而且物理定律最终会阻止任何形式的时间机器形成；这就是时序保护猜想。
对半经典引力的后续研究提供了一些时空的案例，这些案例中包含闭合类时曲线，且真空涨落导致的能量密度在柯西视界之外的时空区域内不会接近无穷大。然而，1997年发现了一个普遍的证据，证明根据半经典引力，量子场的能量（更准确地说，量子应力-能量张量的期望值）在视界本身必须总是无限或不确定的。这两种情况都表明半经典方法在视界上变得不可靠，而量子引力效应在视界上会变得很重要，这符合（但不是证实）量子效应总是会干预并阻止时间机器形成的可能性。
对时序保护猜想的真伪作出明确的理论判断需要完备的量子引力理论，而非半经典方法。弦理論中似乎也有一些证据支持时序保护，但弦理论还不是完备的量子引力理论。如果能实验观察到闭合类时曲线，当然能够证伪这一猜想，但除此之外，如果物理学家拥有了量子引力理论，且这套理论的预测力在其他领域得到了证实，这将能在很大程度上对时间旅行是可能还是不可能作出判断。
其他允许向过去时间旅行而不出现时间悖论的理论，例如诺维科夫自洽性原则（确保各时间线保持一致），或者时间旅行者被带到平行宇宙而原始时间线保持不变的想法，不属于“时序保护”。